# Elemental (álbum de Loreena McKennitt)
Elemental es el álbum debut de la cantante, compositora e instrumentalista canadiense Loreena McKennitt, el cual la condujo a fundar el mismo año la compañía discográfica independiente Quinlan Road.
El álbum fue grabado en una semana de julio de 1985 y publicado posteriormente en el transcurso del año. El estudio de grabación se encuentra en un granero situado en un campo de girasoles al sur de Ontario.

## Lista de temas
- 1.- Blacksmith - 3:20 (Tradicional/McKennitt)
- 2.- She Moved Through The Fair - 4:05 (Tradicional/Padraic Colum/McKennitt)
- 3.- Stolen Child - 5:05 (W. B. Yeats/McKennitt)
- 4-. The Lark In The Clear Air - 2:06 (Tradicional/McKennitt)
- 5-. Carrighfergus (Ft. Cedric Smith) - 3:24 (Tradicional/McKennitt)
- 6-. Kellswater - 5:19 (Tradicional/McKennitt)
- 7-. Banks Of Claudy - 5:37 (Tradicional/McKennitt)
- 8-. Come By The Hills - 3:05 (Tradicional/McKennitt)
- 9-. Lullaby - 4:26 (William Blake/McKennitt)

## Observaciones
- Stolen Child se basa íntegramente en el poema de W. B. Yeats llamado "The Stolen Child".
- Carrighfergus es interpretado por el cantante y actor Cedric Smith siendo acompañado por McKennitt.
- Lullaby utiliza citas de un poema de William Blake. El tema fue compuesto para el Festival de Stratford en Canadá del año 1983.